# Artpop
Artpop (zapis stylizowany: ARTPOP) – trzeci album studyjny amerykańskiej piosenkarki Lady Gagi, wydany 6 listopada 2013 roku w Japonii, a w Stanach Zjednoczonych 11 listopada 2013 przez wytwórnię Interscope. W Polsce premiera odbyła się 12 listopada 2013. Oprócz standardowych formatów CD i digital download, Artpop został wydany także jako aplikacja na smartfony i tablety. Pierwszym singlem z albumu został wydany 12 sierpnia 2013 utwór „Applause”. Przy produkcji albumu Lady Gaga współpracowała z takimi muzykami jak wieloletni kolaboranci RedOne i DJ White Shadow oraz Zedd, Madeon, Dino Zizis, Nick Monson, will.i.am i David Guetta. Gościnnie pojawili się również raperzy T.I., Too Short i Twista oraz piosenkarz R. Kelly.

## Historia
We wrześniu 2011 pojawiła się informacja, że Lady Gaga pracuje już nad trzecim albumem. Piosenkarka oznajmiła, że będzie pracowała z Eltonem Johnem. 8 czerwca 2012 Lady Gaga wyjawiła na Twitterze, że pracuje dla swojej wytwórni, czyli dla Interscope, nad nowym albumem i oznajmiła, że jego tytuł ujawni we wrześniu. 3 sierpnia 2012 wokalistka ujawniła, że tytuł nowego albumu brzmi Artpop, a 5 września 2012 oznajmiła, że jej trzeci album zostanie wydany także w postaci aplikacji dostępnej na urządzenia typu iPad, iPhone, a także komputery. We wrześniu 2012 wokalistka potwierdziła tytuł utworu mającego znaleźć się na nowej płycie – „G.U.Y.”, której producentem jest Zedd.
Debiut jednego z pierwszych nowych utworów, zatytułowany „Princess Die” i opowiadający o księżnej Dianie i jej śmierci – miał miejsce w czerwcu 2012 na koncercie w Australii. Artystka ujawniła na swoim Twitterze, że napisała ponad 70 piosenek do albumu.
Lady Gaga pracowała nad trzecim albumem z producentami, którzy wcześniej pracowali nad poprzednimi albumami artystki: Fernando Garibay, DJ White Shadow i RedOne, a także z nowymi: Zedd i Madeon. 31 maja 2013 pojawiło się zdjęcie, na którym znajdują się Lady Gaga z producentem Dallasem Austinem w studiu.
12 lipca 2013 na stronie LittleMonsters.com i na oficjalnym profilu artystki na portalu Facebook ukazała się informacja dotycząca daty wydania albumu i pierwszego singla. Lista utworów została ujawniona 9 października 2013 na Twitterze. Will.i.am został ogłoszony jako producent jednego z utworów. 13 listopada 2013 roku odbyła się premiera aplikacji ARTPOP stworzona przez TechHaus.

## Promocja
W formie prezentu dla swoich fanów, 25 grudnia 2012 Lady Gaga zapowiedziała na swoim Twitterze, że film dokumentalny opowiadający o jej życiu i tworzeniu Artpop jest obecnie w produkcji, a jego reżyserem jest fotograf Terry Richardson. 25 lipca 2013 MTV ogłosiło, że Lady Gaga wystąpi na MTV Video Music Awards, które odbędą się 25 sierpnia 2013 i zaprezentuje nowy singiel promujący nadchodzący album. 1 września Lady Gaga wystąpiła na iTunes Festival w Londynie gdzie zaprezentowała „Applause” oraz siedem nowych utworów: „Aura”, „MANiCURE”, „ARTPOP”, „Jewels & Drugs” (z Too Short i Twistą, bez T.I.), „Sexxx Dreams”, „Swine” oraz „I Wanna Be With You” (później przemienione na „Dope”). Raper T.I. nie mógł na żywo zaśpiewać z artystką, gdyż nie pozwolono mu wstąpić na teren Wielkiej Brytanii.
Lady Gaga dzień przez oficjalnym wydaniem nowego albumu, czyli 10 listopada, zorganizowała wystawę artRave, na której zaprezentuje nowe projekty Haus of Gaga, a także projekty powstałe ze współpracy z Inez & Vinoodh, Robertem Wilsonem, Mariną Abramović i Jeffem Koonsem. Wykonała również następujące piosenki z płyty: „Aura”, „ARTPOP”, „Venus”, „MANiCURE”, „Sexxx Dreams”, „Gypsy”, „Dope”, „Applause”, „Do What U Want”.
28 listopada 2013 roku Lady Gaga wystąpiła w programie stacji ABC z okazji świąt dziękczynienia razem z Muppetami, Eltonem Johnem, Josephem Gordon-Levitt i RuPaul, gdzie wykonała piosenki: „Venus”, „Applause”, „Bennie and the Jets” (z Eltonem Johnem), „ARTPOP” (z Eltonem Johnem), „MANiCURE”, „Gypsy”, „Baby, It’s Cold Outside” (z Josephem Gordon-Levitt), „Fashion!” (z RuPaul) i „Santa Baby” (z Miss Piggy).
14 marca 2014 roku piosenkarka wystąpiła na scenie festiwalu SXSW w Phoenix. Zaśpiewała takie piosenki jak: „Aura”, „MANiCURE”, „Jewels N’Drugs”, „Swine”, „Dope”, „Bad Romance” (Country Version), „Applause” i „Gypsy”.
Na przełomie marca i kwietnia 2014 roku wokalistka dała serię koncertów w Nowym Jorku, w Roseland Ballroomnd. Wykonała tam piosenki z płyty ARTPOP, a także z wcześniejszych albumów w następującej kolejności: „Born This Way” (akustycznie), „Black Jesus † Amen Fashion”, „Monster”, „Bad Romance”, „Sexxx Dreams”, „Dope”, „Yoü and I”, „Poker Face” (akustycznie), „Just Dance”, „Applause”, „G.U.Y.”.

## Single
Pierwszym singlem z albumu został utwór „Applause”, który wydany został 12 sierpnia 2013. 28 lipca 2013 ukazała się jego oficjalna okładka. Piosenka została napisana przez Lady Gagę oraz DJ White Shadow.
21 października 2013 roku drugim singlem albumu został utwór „Do What U Want” z udziałem R. Kelly’ego, który oryginalnie został wydany jako pierwszy singel promocyjny. Ze względu na sukces jaki utwór odniósł, Lady Gaga postanowiła uczynić z niego drugi oficjalny singel, zamiast wcześniej planowanego „Venus”.
8 kwietnia do rozgłośni radiowych trafił 3 singiel promujący płytę – „G.U.Y.”. Premiera teledysku nastąpiła 22 marca 2014 roku.

## Lista utworów
| Nr  | Tytuł utworu                                            | Tekst                                                                  | Produkcja                                       | Długość |
| --- | ------------------------------------------------------- | ---------------------------------------------------------------------- | ----------------------------------------------- | ------- |
| 1.  | „Aura”                                                  | Lady Gaga, Anton Zasławski, Amit Duvdevani, Erez Eisen                 | Zedd, Infected Mushroom, Lady Gaga              | 3:55    |
| 2.  | „Venus”                                                 | Gaga, Paul Blair, Hugo Leclercq, Dino Zisis, Nick Monson, Sun Ra       | Gaga, Madeon, Nick Monson                       | 3:53    |
| 3.  | „G.U.Y.”                                                | Gaga, Zasławski                                                        | Zedd, Gaga                                      | 3:52    |
| 4.  | „Sexxx Dreams”                                          | Gaga, Blair, Martin Bresso, William Grigahcine                         | Paul Blair, Gaga, Monson, Dino Zisis            | 3:34    |
| 5.  | „Jewels N’ Drugs” (z udziałem T.I., Too Short i Twisty) | Gaga, Blair, Monson, Zisis, Twista, Too Short, Clifford Harris Jr.     | Blair, Gaga, Monson, Zisis                      | 3:48    |
| 6.  | „MANiCURE”                                              | Gaga, Blair, Zisis, Monson                                             | Blair, Gaga, Monson, Zisis                      | 3:19    |
| 7.  | „Do What U Want” (z udziałem R. Kelly’ego)              | Gaga, Blair, Bresso, Grigahcine, Robert Kelly                          | Blair, Gaga                                     | 3:47    |
| 8.  | „ARTPOP”                                                | Gaga, Blair, Zisis, Monson                                             | Blair, Gaga, Monson, Zisis                      | 4:07    |
| 9.  | „Swine”                                                 | Gaga, Blair, Zisis, Monson                                             | Blair, Gaga, Monson, Zisis                      | 4:28    |
| 10. | „Donatella”                                             | Gaga, Zasławski                                                        | Zedd, Gaga                                      | 4:24    |
| 11. | „Fashion!”                                              | Gaga, Giorgio Tuinfort, William Adams, David Guetta, Blair             | Giorgio Tuinfort, Will.i.am, David Guetta, Gaga | 3:59    |
| 12. | „Mary Jane Holland”                                     | Gaga, Leclercq                                                         | Madeon, Gaga                                    | 4:37    |
| 13. | „Dope”                                                  | Gaga, Blair, Monson, Zisis                                             | Rick Rubin, Lady Gaga                           | 3:41    |
| 14. | „Gypsy”                                                 | Gaga, RedOne, Leclercq, Blair                                          | Madeon, Gaga                                    | 4:08    |
| 15. | „Applause”                                              | Gaga, Blair, Zisis, Monson, Bresso, Nicolas Mercier, Aries, Grigahcine | Blair, Gaga, Monson, Zisis                      | 3:32    |
|     |                                                         |                                                                        |                                                 | 59:04   |

- W ocenzurowanej wersji albumu utwór „Sexxx Dreams” został zatytułowany „X Dreams”, a utwór „Jewels N’ Drugs” zmieniono: „Jewels N’ *****”[41].

## Notowania
| Lista (2013)                        | Najwyższa pozycja |
| ----------------------------------- | ----------------- |
| Australia (ARIA)                    | 2                 |
| Austria (Ö3 Austria)                | 1                 |
| Belgia (Flondria) (Ultratop)        | 2                 |
| Belgia (Walonia) (Ultratop)         | 2                 |
| Chorwacja (HDU)                     | 1                 |
| Czechy (ČNS IFPI)                   | 3                 |
| Dania (Hitlisten)                   | 5                 |
| Finlandia (Suomen virallinen lista) | 3                 |
| Francja (SNEP)                      | 3                 |
| Grecja (IFPI)                       | 6                 |
| Hiszpania (PROMUSICAE)              | 3                 |
| Irlandia (IRMA)                     | 2                 |
| Japonia (Oricon)                    | 1                 |
| Kanada (Billboard)                  | 3                 |
| Korea Południowa (Gaon)             | 3                 |
| Meksyk (Top 100)                    | 1                 |
| Niemcy (Offizielle Top 100)         | 3                 |
| Norwegia (VG-lista)                 | 4                 |
| Nowa Zelandia (RMNZ)                | 2                 |
| Polska (ZPAV)                       | 8                 |
| Portugalia (AFP)                    | 4                 |
| Szwajcaria (Schweizer Hitparade)    | 2                 |
| Szkocja (OCC)                       | 1                 |
| Szwecja (Sverigetopplistan)         | 6                 |
| USA (Dance Club) (Billboard)        | 1                 |
| USA (Billboard)                     | 1                 |
| Wielka Brytania (OCC)               | 1                 |
| Węgry (MAHASZ)                      | 17                |
| Włochy (FIMI)                       | 2                 |

## Certyfikaty
| Kraj                          | Certyfikat | Sprzedaż  |
| ----------------------------- | ---------- | --------- |
| Argentyna (CAPIF)             | Złoto      | 20.000    |
| Austria (IFPI Austria)        | Złoto      | 10.000    |
| Brazylia (ABPD)               | Platyna    | 40.000    |
| Finlandia (Musiikkituottajat) | Złoto      | 10.000    |
| Francja (SNEP)                | Platyna    | 60.000    |
| Hiszpania (PROMUSICAE)        | Złoto      | 20.000    |
| Japonia (RIAJ)                | Platyna    | 250.000   |
| Kanada (Music Canada)         | Platyna    | 80.000    |
| Kolumbia (ASINCOL)            | Złoto      | 5.000     |
| Meksyk (AMPROFON)             | Platyna    | 60.000    |
| Polska (ZPAV)                 | Złoto      | 10.000    |
| Szwajcaria (IFPI Switzerland) | Złoto      | 15.000    |
| Szwecja (GLF)                 | Złoto      | 20.000    |
| Wielka Brytania (BPI)         | Złoto      | 204.310   |
| Węgry (Mahasz)                | Złoto      | 3.000     |
| Włochy (FIMI)                 | Złoto      | 30.000    |
| USA                           | Platyna    | 1.000.000 |

## Daty wydania
| Kraj              | Data              | Format                       | Wytwórnia              |
| ----------------- | ----------------- | ---------------------------- | ---------------------- |
| Japonia           | 6 listopada 2013  | CD, CD+DVD, digital download | Universal Music Group  |
| Australia         | 8 listopada 2013  | CD, CD+DVD, digital download | Interscope             |
| Holandia          | 8 listopada 2013  | CD, CD+DVD, digital download | Interscope             |
| Niemcy            | 8 listopada 2013  | CD, CD+DVD, digital download | Interscope             |
| Nowa Zelandia     | 8 listopada 2013  | Digital download             | Interscope             |
| Szwecja           | 8 listopada 2013  | CD, CD+DVD, LP               | Interscope             |
| Ogólnoświatowo    | 11 listopada 2013 | Digital download, App        | Interscope             |
| Francja           | 11 listopada 2013 | CD, CD+DVD, LP               | Interscope             |
| USA               | 11 listopada 2013 | CD                           | Interscope             |
| Wielka Brytania   | 11 listopada 2013 | CD, CD+DVD                   | Interscope             |
| Polska            | 12 listopada 2013 | CD, CD+DVD                   | Universal Music Group  |
| Włochy            | 12 listopada 2013 | CD, CD+DVD                   | Interscope             |
| Niemcy            | 31 grudnia 2013   | LP                           | Interscope             |
| Australia         | 21 lutego 2014    | LP                           | Universal Music Group  |
| Francja           | 3 marca 2014      | LP                           | Universal Music Group  |
| Wielka Brytania   | 3 marca 2014      | LP                           | Polydor                |
| Stany Zjednoczone | 18 lutego 2014    | LP                           | Streamline, Interscope |